# Joanna Gomolińska
Joanna Gomolińska (ur. 23 listopada 1990) – polska pięcioboistka, medalistka mistrzostw Polski.

## Kariera sportowa
Była zawodniczką UKS Żoliborz Warszawa. Wielokrotnie zdobywała medale mistrzostw świata i Europy w kategoriach juniorskich: w 2005 mistrzostwo Europy juniorek indywidualnie i w sztafecie oraz wicemistrzostwo drużynowo (trójbój), w 2006 mistrzostwo Europy juniorek indywidualnie i wicemistrzostwo Europy juniorek drużynowo i w sztafecie (trójbój), w 2007 brązowy medal mistrzostw świata juniorek w sztafecie, w 2008 mistrzostwo świata juniorek indywidualnie i drużynowo w konkurencji "combined" oraz brązowy medal mistrzostw świata juniorek w czwórboju - w sztafecie, mistrzostwo Europy juniorek indywidualnie oraz wicemistrzostwo Europy drużynowo i w sztafecie (czwórbój), w 2009 wicemistrzostwo Europy juniorek w sztafecie mieszanej (czwórbój), w 2010 brązowy medal mistrzostw świata juniorek w sztafecie, w 2011 młodzieżowe wicemistrzostwo Europy indywidualnie i brązowy medal drużynowo.
W sporcie seniorskim nie odnosiła większych sukcesów: w 2011 reprezentowała Polskę na mistrzostwach świata, indywidualnie odpadła w eliminacjach, drużynowo zajęła 10. miejsce, a w 2009 zdobyła brązowy medal mistrzostw Polski seniorek.
Jest absolwentką Akademii Wychowania Fizycznego w Warszawie.